# حسین تکبعلی‌زاده

نگاره روزنامه اطلاعات از خاموش‌سازی آتش در سینما رکس آبادان

حسین تکبعلی‌زاده متهم ردیف اول آتش‌سوزی سینما رکس آبادان بود. او در شب هنگام ۲۸ مرداد ۱۳۵۷ و در حین نمایش فیلم گوزنها به همراه سه نفر دیگر (یداالله (ملقب به زاغی)، فلاح و فرج بذرکار) در سینما رکس حاضر شده و با پاشیدن تینر به قسمت‌هایی از دیوار راهروی خروجی سینما، آنجا را به آتش کشیدند که چند صد نفر به همین دلیل کشته‌شدند.
از این چهار نفر، فقط حسین زنده ماند و بقیه، در آتشی که خود آن را ایجاد کرده بودند کشته شدند. (جسد فلاح هیچگاه پیدا نشد). تکبعلی‌زاده قبل از پیروزی انقلاب به همین اتهام دستگیر شد، اما در سال ۱۳۵۹ محاکمه گردید. تکبعلی‌زاده در بازجویی‌های خود در دادگاهی که به ریاست سید حسین موسوی تبریزی در ۵۰ ساعت محاکمه در ۲۰ جلسه، و طی مدت ۳ روز، برگزار شده بود، اقرار کرد که عامل جنایت او و دوتن از دوستانش به نام‌های یداالله (ملقب به زاغی) و فلاح و شخصی به نام فرج بذرکار بوده‌اند که پس از آتش‌سوزی فلاح مفقود شد و جسد او هیچگاه پیدا نشد.
او در نامه‌ای خطاب به سید روح‌الله خمینی، درخواست کرده بود که این اتهام از او رفع شود. سرانجام در دادگاه، محکوم، و در تاریخ پنج‌شنبه ۱۳ شهریور ماه ۱۳۵۹ ساعت دو بامداد تیرباران شد .جسد تکبعلی زاده در همان آرامستانی که کشته‌شدگان سینما رکس دفن شده اند به خاک سپرده شده است! (بر اساس تصاویر و فیلمهای مستندی به نام سینه ما رکس به نویسندگی و کارگردانی میترا مهتریان و صادق دهقان - تولید ۱۳۹۹)
در آتش‌سوزی سینما رکس آبادان انقلابیون، ساواک را متهم کردند و سید روح‌الله خمینی واقعه سینما رکس را «شاهکار بزرگ شاه برای بدنام کردن انقلاب» خواند. پس از پیروزی انقلاب، شواهدی از سوی تکبعلی‌زاده، متهم ردیف اول واقعه ارائه شد که نشان می‌داد، آتش‌سوزی سینما رکس کار دولتِ وقت و ساواک نبوده‌است و بنا به فتوای رهبران انقلابیون و به طور مشخص پسر خمینی اتفاق افتاده است.
در شهریور ۱۳۵۹ دادگاه ویژه سینما رکس زیر نظر قاضی «سید حسین موسوی تبریزی» در حالی برگزار شد که متهمان این پرونده از حق وکیل برخوردار نبودند. دادگاه ویژه پس از ۱۴ روز بکار خود پایان داد. در جریان محاکمات مشخص شد که تکبعلی زاده که فردی معتاد و بیکار بود، هیچ وابستگی به رژیم شاه نداشته و بنا به تحریکات رهبران انقلابیون مخالف دست به چنین عملی زده است. تکبعلی زاده به صراحت در جریان دادگاه اقرار به انقلابی بودن و انتحاری بودن این اتفاق نمود تا جایی که گفت همه عوامل پیش از اقدام شهادتین خوانده و از یکدیگر حلالیت طلبیده بودند.
به همراه تکبعلی‌زاده افراد زیر نیز اعدام شدند: سروان منوچهر بهمنی (سروان شهربانی آبادان)، علی نادری (صاحب سینما رکس)، اسفندیار رمضانی دهاقانی (مدیر داخلی سینما رکس)، سرهنگ سیاووش امینی آل آقا (رئیس سابق اطلاعات شهربانی آبادان) و فرج‌الله مجتهدی (کارمند ساواک).

## در ادبیات
حسین تکبعلی‌زاده الهام‌بخش شخصیت‌هایی با نماد افراط‌گرایی مذهبی در تئاتر و ادبیات داستانی ایران بوده‌است. پرویز صیاد در نمایش «محاکمه سینما رکس» شخصیت او را محور ماجرا قرار داده‌است. نقش تکبعلی‌زاده در این نمایش را علی پورتاش بازی کرده‌است. این شخصیت در رمان «شریک جرم» نوشتۀ جعفر مدرس صادقی هم حضوری پررنگ دارد. در این رمان دو شخصیت اصلی با نام‌های حسین و کسرا حضور دارند که به ماجرای سینما رکس مرتبطند و در ادامۀ داستان رابطۀ عجیب میان این دو شخصیت برملا می‌شود.